# William Lundin
William Stefan Lundin (Gävle, 12 settembre 1992) è un allenatore di calcio ed ex calciatore svedese, di ruolo difensore, tecnico del Degerfors.

## Biografia
È figlio dell'ex calciatore e allenatore Stefan Lundin.

## Carriera

### Calciatore
Dopo aver iniziato da bambino a giocare nel Strömsbro IF, piccolo club con sede nella sua cittadina natale Gävle, ha fatto parte dal 2004 al 2011 del vivaio dell'IFK Göteborg.
Nei due anni seguenti ha gravitato intorno alla prima squadra del Gefle, senza però riuscire a collezionare alcuna presenza ufficiale.

### Allenatore
All'età di 21 anni ha cominciato ad allenare all'interno del settore giovanile dell'Örgryte. Nel biennio seguente guida le formazioni Under-19 e Under-21 del Ljungskile.
Nella stagione 2017 ha vissuto la sua prima esperienza da capo allenatore di una squadra senior, quella dello Stenungsunds IF, che a fine anno ha raggiunto la salvezza diretta nel proprio raggruppamento di Division 2, la quarta serie nazionale.
Il 7 gennaio 2018 è stato nominato nuovo capo allenatore dell'FC Trollhättan. Al termine di quell'annata, a novembre, la squadra ha conquistato la promozione dalla Division 2 alla Division 1, salendo dunque in terza serie. Lundin è poi rimasto sulla panchina del Trollhättan per ulteriori quattro stagioni, rispettivamente concluse con un quinto posto, un settimo posto e due quarti posti.
In vista della stagione 2023, Lundin è stato ingaggiato dall'IFK Göteborg in qualità di assistente allenatore. Durante il precampionato, a seguito dell'esonero di Mikael Stahre avvenuto l'8 marzo 2023 per mancanza di risultati dopo l'eliminazione dalla fase a gironi della Coppa di Svezia 2022-2023, Lundin è stato temporaneamente promosso a capo allenatore ad interim in tandem con l'altro assistente Alexander Tengryd. Questa parentesi è durata per le prime 11 partite dell'Allsvenskan 2023, durante le quali la compagine biancoblu ha collezionato 7 punti, posizionandosi in via provvisoria al terzultimo posto. Con l'arrivo del nuovo capo allenatore in pianta stabile, il danese Jens Berthel Askou presentato il 7 giugno seguente, Lundin è tornato al suo ruolo di assistente fino al termine della stagione, conclusa con una salvezza diretta ottenuta nei minuti di recupero dell'ultima giornata.
A partire dalla stagione 2024 è stato il capo allenatore del Degerfors con un contratto triennale. Al primo tentativo ha vinto la Superettan 2024 e riportato così il club in Allsvenskan, la massima serie del campionato svedese, da cui la squadra era assente da un anno. Il 19 giugno 2025, con il neopromosso Degerfors undicesimo nell'Allsvenskan 2025 dopo dodici partite, Lundin è stato esonerato: secondo quanto riportato dal tecnico, alcuni giocatori ritenevano la sua gestione eccessivamente severa, mentre il direttore sportivo ha confermato che la sua guida non era più considerata sostenibile dalla dirigenza.

## Palmarès

### Allenatore

#### Competizioni nazionali
- Superettan: 1

Degerfors: 2024